# 韩大敏
韩大敏（?—?），唐朝京兆长安县人。韓休的伯父。
高祖父韩胄，字弘胤，北齊膠州刺史。曾祖父韩護，字靈祐，北周商州刺史、洪雅公。祖父韩賢，字思齊，隋朝鄧州刺史，襲黃臺公。父亲韩符，字節信，巫州刺史。
武则天初年，韩大敏为凤阁舍人。当时梁州都督李行褒，被部属诬告逆谋，武则天令韩大敏前去梁州调查审问。有人对韩大敏说：“李行褒是诸李宗室近属，太后想要除掉他，如果为他鸣冤失旨，祸将不小，不可不为自身谋划。”韩大敏说：“岂有求自身安全而诬陷无罪的他人！”最后上奏为他昭雪。武则天命御史重新审理，最终构成其罪，杀死李行褒，韩大敏以推反失情，和知反不告同罪，在家中赐死。其弟韩大智，官至洛州司功参军，韩大智之子韩休。韩大敏之子韩份，著作郎；韩佺，虞城尉。